# Salvatore Papaccio
Salvatore Papaccio (Nápoles, (Italia) 23 de junio de 1890 - 25 de diciembre de
1977) fue un tenor exponente de Canzone Napoletana.

## Biografía
Nacido en Nápoles en la última década del siglo XIX, Salvatore Papaccio comenzó temprano a demostrar su predisposition a la música. A lo largo de los años y con el fortalecimiento de su voz, su éxito comenzó a extenderse. Debutó en el Teatro San Carlo en 1908 bajo dirección del maestro Campanini en el papel del marinero en Tristán e Isolda de Wagner. Desde entonces, él ha participado en 123 óperas, dirigido por directores ilustres como Pietro Mascagni, Tullio Serafin, Riccardo Zandonai y Arturo Toscanini. Durante la visita del emperador japonés Hirohito a Nápoles, Papaccio cantó las canciones de su ciudad en la recepción del almirante, y recibió una ovación en pie de los asistentes.
Después de 56 años de interpretaciones ininterrumpidas realizadas sobre todo en Teatro San Carlo, decidió retirarse en 1963, obteniendo un diploma acreditativo por su carrera dedicada con éxito a la música.
Además, Papaccio es también famoso ser una de las “3 P” de la Canzone Napoletana, junto con Gennaro Pasquariello y Vittorio Parisi.
Sus canciones más famosas son:
- Quatto stelle
- Suonno d'artista
- 'A risa
- Silenzio cantatore
- 'Ndifferenza
- Guappo songh'io
- Gennarino Buonocore
- Brinneso
- Marenaro traduto
- 'O varcaiuolo
- 'A zingara
- Napule e Maria
- Varca Napulitana